# European Sex Workers' Rights Alliance
De European Sex Workers' Rights Alliance (ESWA; Nederlands: Europese Sekswerkersrechtenalliantie) is een netwerk van meer dan 100 organisaties die zich inzetten voor sekswerkersrechten en geleid worden door of samenwerken met sekswerkers in 30 landen in Europa en Centraal-Azië. De organisatie werd oorspronkelijk opgericht in 1985 als het International Committee for Prostitutes' Rights (ICPR) en was sinds de doorstart in 2005 bekend als het International Committee on the Rights of Sex Workers in Europe (ICRSE), geregistreerd als een stichting te Amsterdam in Nederland. De organisatie nam in 2021 haar huidige naam ESWA aan.

## Geschiedenis
Halverwege de jaren 1970 ontstond in Europa een sterk gepolitiseerde beweging voor de rechten van prostituees/és, later bekend als de Sekswerkersrechtenbeweging. Het begon met de staking van Franse prostituees te Lyon in 1975, die leidde tot de oprichting van het Franse Collectief van Prostituees en op zijn beurt weer aanzette tot de vorming van groepen zoals het English Collective of Prostitutes in Engeland (1975), het New York Prostitutes Collective (1979; later USPROS), het Australian Prostitutes Collective (1981; tegenwoordig Prostitutes Collective of Victoria, PCV) en het Italiaanse Comité voor Burgerrechten van Prostituees (1982). De Canadian Organisation for the Rights of Prostitutes (CORP), de Nederlandse stichting De Rode Draad en HYDRA in Duitsland speelden ook een grote rol in de beweging. Het International Committee for Prostitutes' Rights (ICPR) werd uiteindelijk opgericht in 1985.
Het ICPR publiceerde in februari 1985 het World Charter for Prostitutes' Rights (Wereldhandvest voor de Rechten van Prostituees/és) in reactie op sommige feministen die beweerden dat alle vormen van prostitutie gedwongen prostitutie zijn. Het Charter roept op tot de decriminalisering van "alle aspecten van volwassen prostitutie voortkomend uit individuele keuzes". Het wereldhandvest stelt verder dat prostituees/és de garantie moeten krijgen op "alle mensenrechten en burgerlijke vrijheden", waaronder vrijheid van meningsuiting, reizen, immigratie, arbeid, huwelijk en moederschap, plus het recht op werkloosheidsverzekering, zorgverzekering en huisvesting. Met het Charter werd sekswerk voor het eerst benaderd op basis van de mensenrechten, een aanpak die daarna verder is uitgewerkt door de sekswerkersrechtenbeweging.
Het ICPR werd in 2005 in Amsterdam opnieuw gelanceerd als het International Committee for the Rights of Sex Workers in Europe (ICRSE). Het stelde een nieuw handvest op voor de rechten van sekswerkers, met een focus op Europese landen. Toen twee sekswerkers, Dora in Turkije en Jasmine in Zweden, tegelijkertijd werden vermoord in de zomer van 2013, hielden ICRSE en haar lidorganisaties protesten in 29 steden over de hele wereld om een einde te maken aan het geweld tegen sekswerkers. In 2021 nam de organisatie haar huidige naam "European Sex Workers' Rights Alliance" (ESWA) aan.
Op 5 september 2023 maakte de ESWA deel uit van een coalitie van vele sekswerkersrechten- en mensenrechtenorganisaties (waaronder tevens Human Rights Watch, Amnesty International, La Strada International, ILGA-Europe en anderen) die in een open brief opriepen tot de verwerping van een resolutie van het Europees Parlement over prostitutie, die gericht was op de criminalisering van sekswerk in Europa. De resolutie werd op 14 september 2023 weliswaar aangenomen (234 stemmen voor, 175 tegen en 122 onthoudingen), maar de meest omstreden passages werden eruit verwijderd, waaronder verwijzingen waarin werd gepleit voor het Noordse/Zweedse prostitutie-model. Dit was omdat sekswerkers van de ESWA en haar leden, mensenrechtenverdedigers en medisch experts zoals de The Lancet hadden beargumenteerd dat het Noordse model juist leidt tot een verergering van geweld en discriminatie tegen sekswerkers, hen verder uitsluit van de samenleving en kwetsbaarder maakt voor  leaves them more excluded from society and more vulnerable to seksueel overdraagbare aandoeningen (soa's) such as hiv/aids. Volgens ESWA-directeur Sabrina Sanchez 'toont deze stemming aan dat, ondanks de stortvloed van aanvallen tegen sekswerkers en andere gemarginaliseerde groepen, Europa steeds meer voorstander is van rechten-respecterende oplossingen voor geweld tegen onze gemeenschappen.' ESWA-programmadirecteur Luca Stevenson (zelf een voormalig sekswerker) zei dat het Noordse model "extreem anti-feministisch" is: 'Het negeert het vermogen van vrouwen en andere mensen om beslissingen over hun eigen leven te nemen.'